# Anton Hellberg
Anton Hellberg, né le 25 mai 1992 à Västerås, est un handballeur suédois. 
En 2019 il signe au HK Malmö. En 2020 il est désigné comme la meilleure recrue du championnat suédois par le site Handbollskanalen. Il évolue au poste de gardien au Grand Nancy MHB de 2021,,, à 2022, date à laquelle il annonce quitter le club. Il prend alors la direction de l'IL Runar Sandefjord, en Norvège.